# Alphée de Mytilène
Pour les articles homonymes, voir Alphée.
Alphée de Mytilène (Ἀλφείος Μυτιληναῖος) semble avoir vécu au temps d'Auguste. Il est l'auteur d'une douzaine d'épigrammes qui ont été conservées dans l'Anthologie grecque, et dont certaines semblent référer à l'époque où il a vécu. Dans la septième épigramme, il dit de l'empire romain qu'il couvre presque la totalité du monde connu ; dans la neuvième il parle de la reconstruction de la ville de Troie ; dans la dixième, il fait allusion à une épigramme d'Antipater de Sidon, qui a vécu durant la seconde moitié du Ier siècle.